# 孽宅
《孽宅》（羅馬化：Reuan Rom Ngiw），是一部改編自帕基奈·卡西拉同名小說的年代驚悚復仇劇。此劇由查洽宛·薩瓦格隆執導，薩維卡·差亞德、維塔亞·瓦蘇凱派山及阿努瓦·宗澈德拉塔納領銜主演。2021年4月29日至6月15日，每週一至週四晚間七點於Thai Ch8首播。

## 劇情簡介
當Malaai（薩維卡·差亞德 飾）同意與Rom Ngiew宅邸的主人Luang Wisarn（維塔亞·瓦蘇凱派山 飾）結婚時，原以為能過上王子公主般的幸福生活，殊不知，一個悲慘的愛情故事就此展開。

## 演員陣容
註：括號內的演員姓名為小名。

### 主演
- 薩維卡·差亞德（Pinky） 飾演 Malai／Nira（轉世後）
- 維塔亞·瓦蘇凱派山（Aun） 飾演 Khun Luang Wisan
- 阿努瓦·宗澈德拉塔納（Golf） 飾演 Dech／Danai（Nai）（轉世後）

### 配角
- 薇茹莉·迪莎亞布（英语：Weluree Ditsayabut）（Fai） 飾演 Rampoie
- 阿皮維·賈堤蒙坤（Mark） 飾演 Mai
- 阿茶麗·布喬（Tian） 飾演 Rae Rai
- 愛琳·尤格達塔（Aerin） 飾演 Bunga
- 瓊普努特·皮亞塔瑪猜（Jieb） 飾演 Feung
- 坤納蓬·天素萬（Petch） 飾演 Khun Phra Pichit
- 萍潘·查拉詠辜普（Pym） 飾演 Ranjuan
- 查儂·提比克瑙（Non） 飾演 Saeng
- 拉米妲·巴帕薩諾柏（Noon） 飾演 Uan／Tubtim
- 容拉婉·托納洪薩（Rung） 飾演 Jam
- 克里薩納·馬魯卡斯蒂（Joke） 飾演 Rat
- 翁吉拉·考薩旺（Fahsai） 飾演 Kati

### 客串
- 普沙努·翁沙瓦尼查功（Yoon） 飾演 Khun Luang Wisan（少年）
- 納帕·查倫蓬帕迪（Inntouch） 飾演 Dech（少年）
- 納塔蓬·利亞瓦尼（Tye）

## 製作
2020年9月24日，劇組於RS Group Building舉行戲劇團拜儀式。

## 外部連結
- MyDramaList上的劇情簡介 （页面存档备份，存于）（英文）
- 豆瓣电影上《孽宅》的資料 （简体中文）

## 電視節目的變遷
| 泰國 Thai Ch8 星期一至星期四 19:00－20:45  | 泰國 Thai Ch8 星期一至星期四 19:00－20:45  | 泰國 Thai Ch8 星期一至星期四 19:00－20:45 |
| ------------------------------------------ | ------------------------------------------ | ----------------------------------------- |
|                                            | 孽宅 （2021年4月29日－2021年6月15日）      |                                           |
| 蕾雅復仇記 （2021年3月8日－2021年4月28日） | 維拉復仇記 （2021年6月16日－2021年8月3日） |                                           |